# Republic RF-84F Thunderflash
Il Republic RF-84F Thunderflash era un ricognitore, monomotore a getto ad ala a freccia prodotto dall'azienda statunitense Republic Aviation Corporation dalla metà degli anni cinquanta.
Il Thundersflash era uno sviluppo del F-84F Thunderstreak, progettato appositamente per missioni di fotoricognizione.
Esteriormente il nuovo velivolo si distingueva in modo evidente dal predecessore, tanto da guadagnarsi la diversa denominazione: il cono di prua alloggiava le apparecchiature fotografiche con conseguente spostamento della presa d'aria alla radice del bordo d'attacco alare. Dal punto di vista strutturale il nuovo velivolo manteneva invece inalterate le principali caratteristiche.

## Storia del progetto

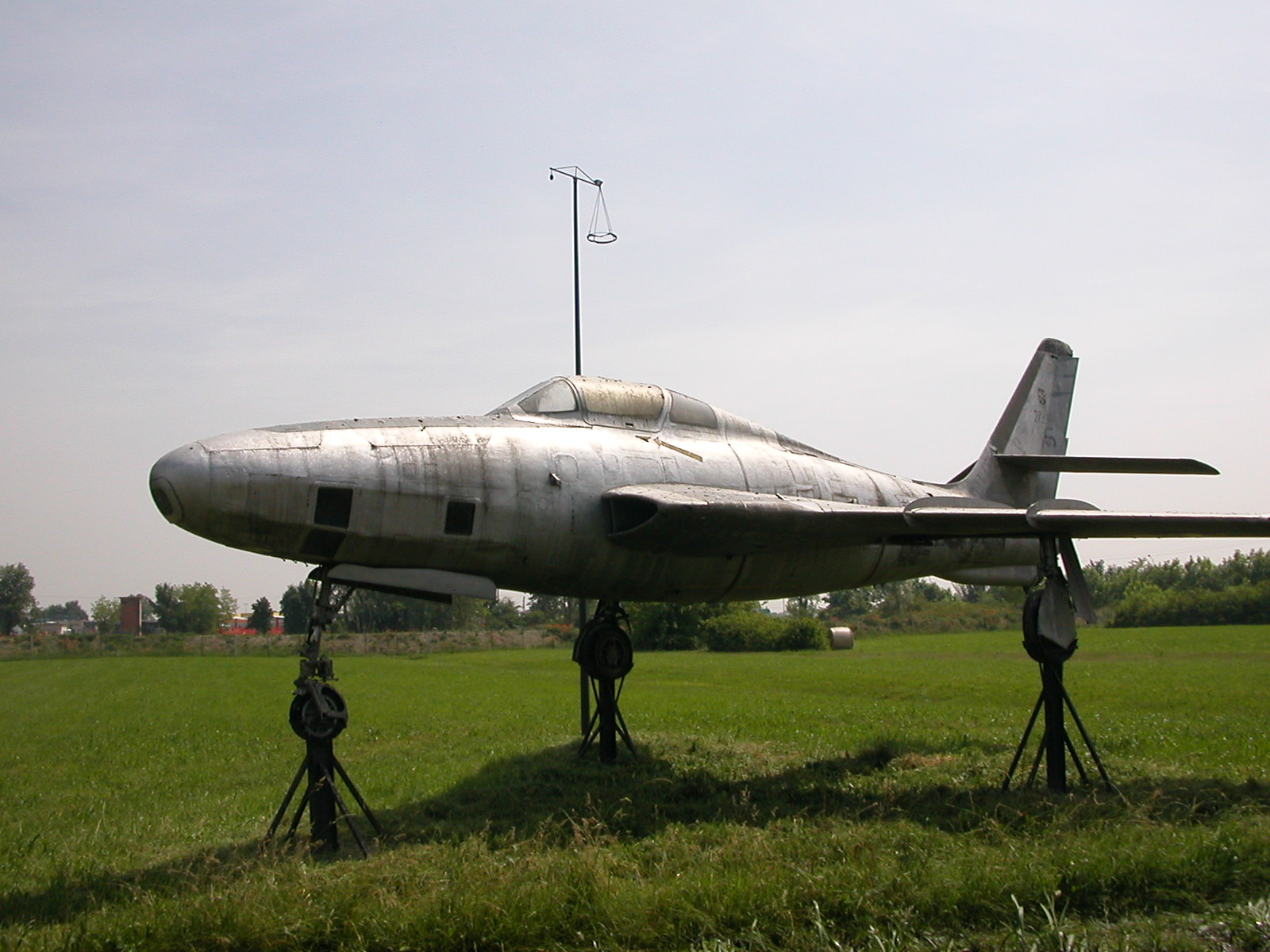
Il Republic RF-84 Thunderflash gate guardian al Museo dell'aria e dello spazio in località San Pelagio, Due Carrare (PD).

L'idea di modificare il Thunderstreak con l'adozione delle prese d'aria nella radice alare anziché nel cono di prua venne avanzata già in fase di produzione del secondo esemplare di F-84F (identificato con la matricola 51-1345) e venne proposta come standard produttivo; l'idea non ebbe seguito se non nella realizzazione del successivo prototipo per la versione da ricognizione fotografica, identificato con la denominazione YRF-84F.
Il nuovo modello, ribattezzato (come detto) Thunderflash, venne consegnato ai reparti di volo a partire dal marzo del 1954; dei 715 esemplari costruiti ben 386 vennero impiegati dalle aviazioni militari di 9 paesi aderenti alla NATO.

## Tecnica
L'RF-84 era un velivolo dall'aspetto, per l'epoca, tradizionale; monoplano con impennaggio cruciforme, ala e piani orizzontali a freccia, tettuccio a goccia e carrello d'atterraggio triciclo anteriore retrattile.
La struttura di base era quella della versione da caccia F-84F Thunderstreak, con l'evidente differenza rappresentata dalle prese d'aria del motore che erano posizionate sul bordo d'attacco alare in prossimità della radice, a differenza del Thunderstreak che ne aveva un'unica sul muso.
Questa modifica consentiva di alloggiare le apparecchiature fotografiche in un muso completamente riprogettato e dotato di diverse finestrature anteriori e laterali.
La propulsione era affidata inizialmente ad un turbogetto Wright J65-W-1, successivamente sostituito da versioni più recenti e, ovviamente, più potenti. Questo turbogetto era la versione, prodotta su licenza, del britannico Armstrong Siddeley Sapphire.

## Impiego operativo

### Germania
Gli esemplari impiegati nella tedesca Luftwaffe, l'allora neorifondata aeronautica militare della Germania Ovest, rimasero in servizio fino agli anni sessanta quando vennero rimpiazzati dai nuovi Lockheed RF-104G.

### Italia
I Thunderflash giungono in Italia per equipaggiare i reparti del 3º Stormo. Il reparto, inizialmente denominato 3º Stormo Caccia, dal marzo 1954 era stato trasferito da Bari presso la base all'aeroporto di Verona-Villafranca, dal giugno successivo comincia a ricevere prima i caccia F-84G Thunderjet quindi, da dicembre, i primi Thunderflash. Verso la fine dello stesso anno il reparto assunse la designazione di 3º Stormo Ricognitori.

### Stati Uniti

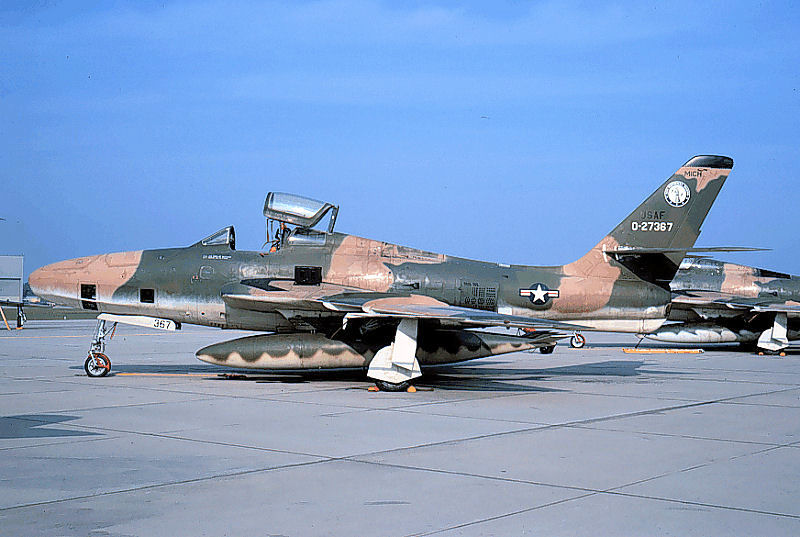
Un Thunderflash in una livrea mimetica dell'USAF risalente agli anni sessanta.

Il Thunderflash non venne completato in tempo per partecipare alla guerra di Corea; divenne operativo nel marzo del 1954 e rimase in prima linea fino al 1957.
Tra il 1955 ed il 1956 una serie di 25 velivoli, appositamente modificati ed identificati con la sigla di GRF-84F (o in altri casi RF-84K), vennero impiegati operativamente dal 99th Strategic Reconnaissance Wing come caccia parassita, abbinati ai Convair B-36, nell'ambito del progetto FICON.
L'ultima missione operativa avrebbe dovuto essere quella svolta dallo Strategic Air Command, esattamente del 71st Strategic Reconnaissance Wing, il 22 maggio 1957. I velivoli, tuttavia, vennero riportati in servizio operativo nel 1961 per essere impiegati intensamente dal 117th Tactical Reconnaissance Wing durante la crisi di Berlino.
Il Thunderflash venne definitivamente dismesso nel 1972 (dopo essere stato passato in servizio all'Air National Guard).

## Esemplari attualmente esistenti

### Italia

#### Lido di Jesolo (VE)

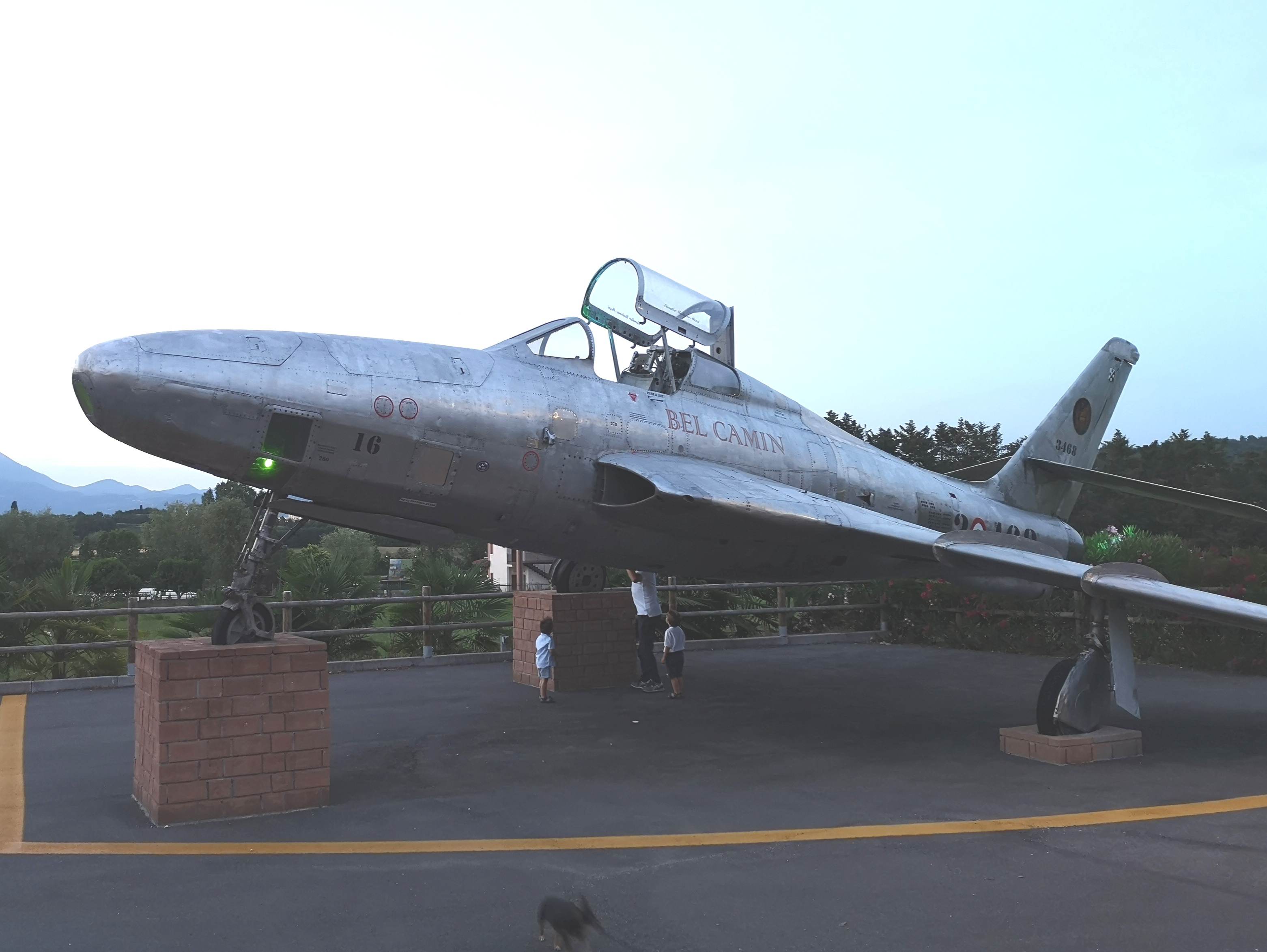
Il Thunderflash situato nel parcheggio privato della pizzeria ristorante Bel Camin a Bussolengo (VR)

Un esemplare di RF-84 Thunderflash, matricola M.M. 27456 ed insegne 3-4, è visibile all'ingresso del kartodromo di via Roma DX.

#### Due Carrare (PD)

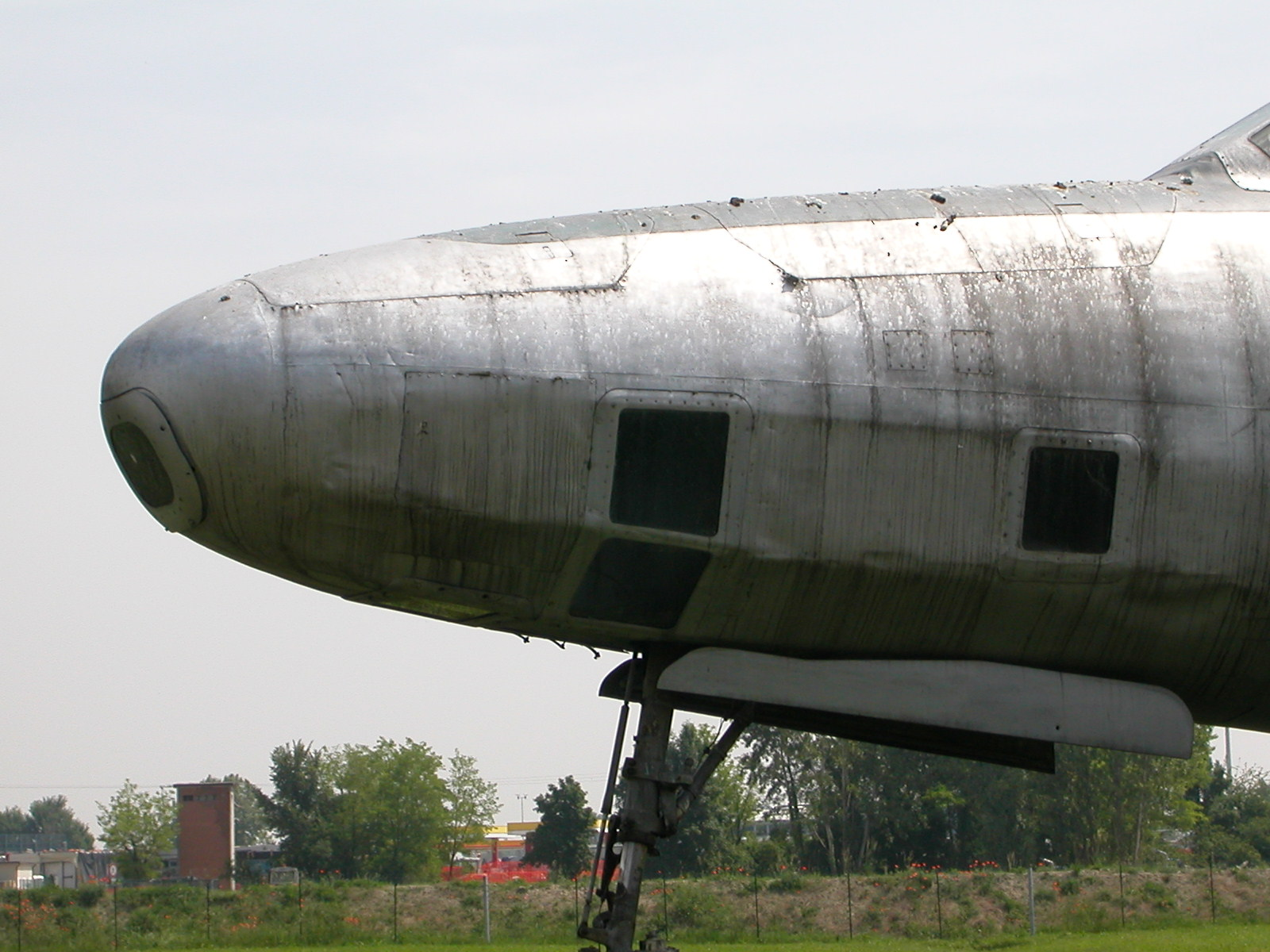
Particolare del muso del Thunderflash esposto a San Pelagio. Si notino la finestrella frontale e quelle laterali ricavate per poter effettuare le fotografie mentre era in volo.

Un RF-84 Thunderflash, matricola M.M. 52-7339 e con le insegne 3-91 della 3ª Aerobrigata Ricognizione Tattica, è posizionato dinanzi al Castello di San Pelagio, nell'omonima località del comune di Due Carrare, sede del Museo dell'aria e dello spazio. Al maggio 2009 le condizioni del velivolo sono precarie.

#### Vigna di Valle (RM)
Un RF-84 Thunderflash, matricola M.M. 52-7458 e con le insegne 3-05, è esposto presso il Museo storico dell'Aeronautica Militare, nel Padiglione SKEMA dedicato ai velivoli più recenti della storia aeronautica italiana.

#### Rimini
Un RF-84F, matricola M.M. 27459 e con le insegne 3-54, è esposto presso il Parco Tematico dell'Aviazione, Rimini.

#### Orzinuovi (BS)
Un RF-84F, matricola M.M. 52-7379 e con le insegne 3-13, è esposto in "Piazza Aeronautica" come monumento.

#### Bussolengo (VR)
Un RF-84F è esposto nel parcheggio privato della Pizzeria Ristorante Bel Camin. Il velivolo è presente in questa proprietà da molti anni e nel tempo ha subito un graduale deterioramento dovuto alla chiusura del locale per alcuni anni. Solo recentemente, in seguito alla riapertura, è stato recuperato esteriormente.

## Utilizzatori

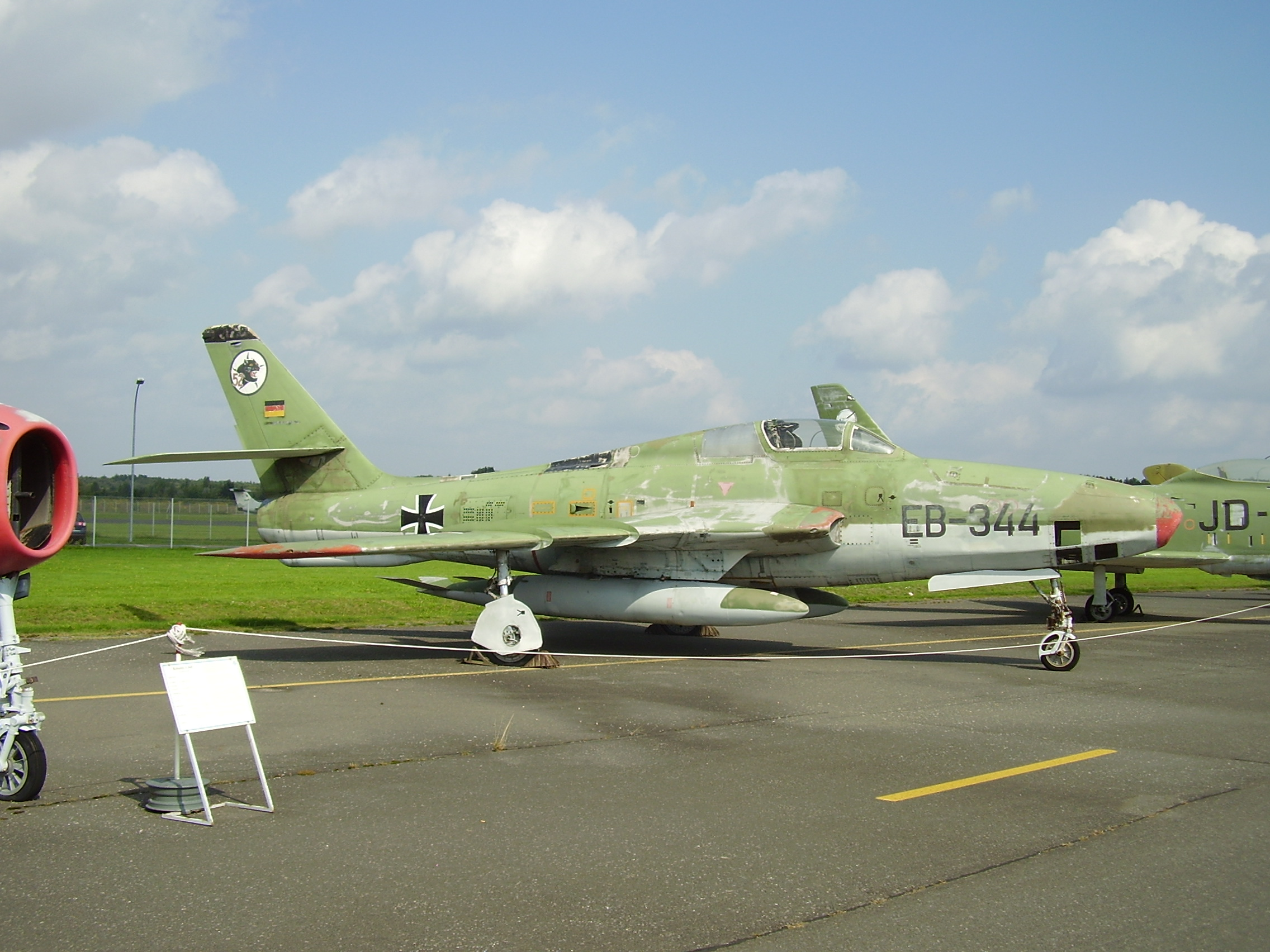
Il Thunderflash in livrea Luftwaffe esposto al Luftwaffenmuseum der Bundeswehr di Berlino-Gatow.

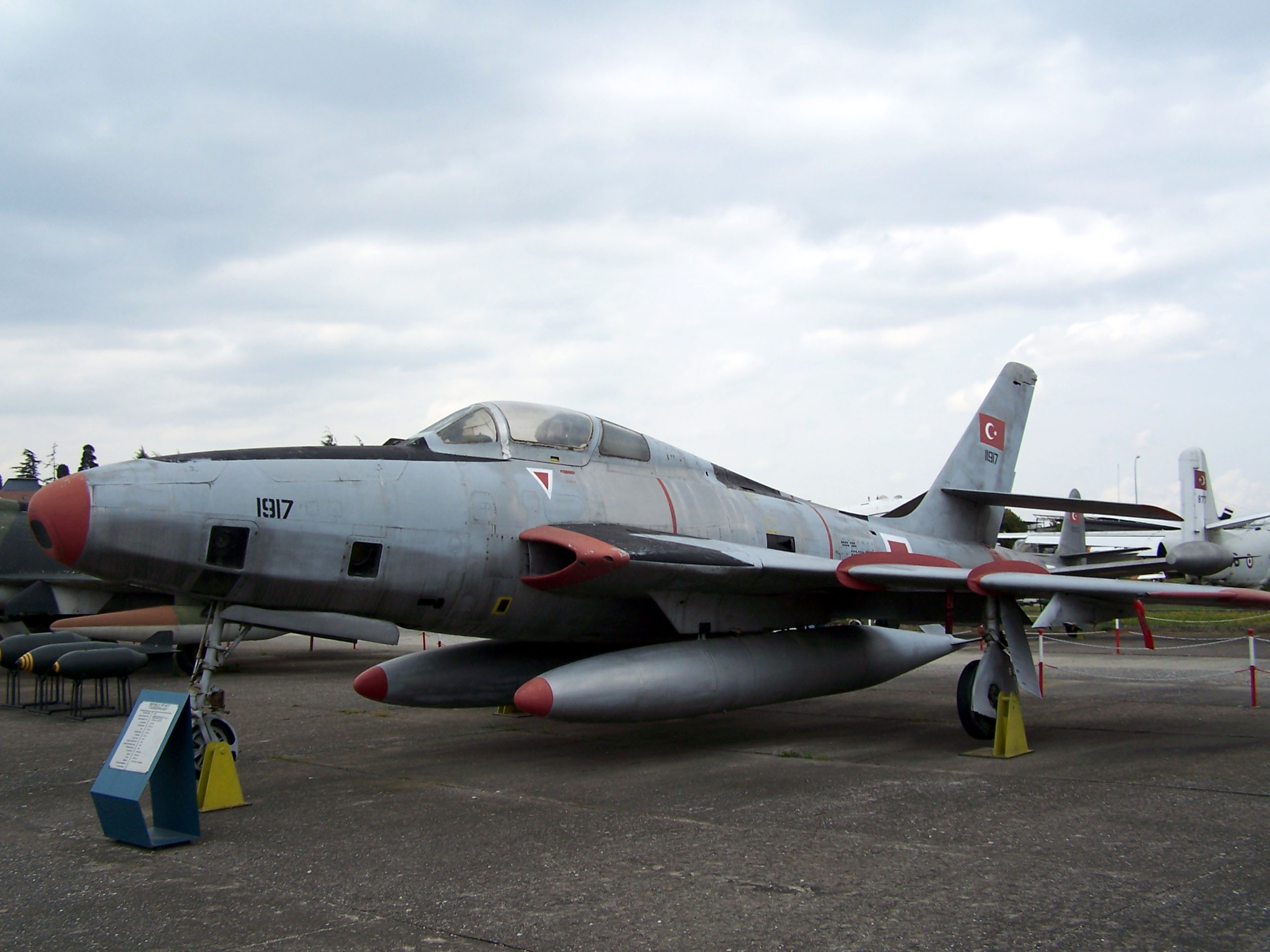
Il Thunderflash della turca Türk Hava Kuvvetleri esposto presso il locale museo aeronautico militare.

Belgio
- Composante Air de l'armée belge

 Danimarca
- Flyvevåbnet

 Francia
- Armée de l'air

 Germania
- Luftwaffe

 Grecia
- Ellinikí Vasilikí Aeroporía

 Italia
- Aeronautica Militare

 Norvegia
- Kongelige Norske Luftforsvaret

 Stati Uniti
- United States Air Force

 Turchia
- Türk Hava Kuvvetleri

## Modellismo
- (EN) F-84 Thunderjet, F-84 Thunderstreak, RF-84 Thunderflash, XF-91 Thunderceptor, su Cybermodeler Online, http://www.cybermodeler.com, 26 novembre 2009. URL consultato il 2 aprile 2010.